# Sporne (Korczyna)
Sporne – część wsi Korczyna w Polsce, położona w województwie podkarpackim, w powiecie krośnieńskim, w gminie Korczyna.
W latach 1975–1998 Sporne administracyjnie należało do województwa krośnieńskiego.
Dawne nazwy in campis Zawada et Sporne 1402, Sporne wieś 1637, villam Sporne 1691, Sporne przysiółek wsi Korczyna 1855

## Historia
Pierwsze wzmianki o miejscowości znajdują się w dokumentach lokacyjnych Władysława Jagiełły z XIV wieku (1392 r.), wieś została założona na podstawie prawa magdeburskiego, w wyniku saskiej akcji kolonizacyjnej.